# Landeskunde
Landeskunde [‘landəskʊndə] es un término proveniente del idioma alemán que describe la exploración de un país, región o localidad en términos históricos, económicos, sociales y culturales. Requiere la cooperación de varias disciplinas generales como la geografía y disciplinas afines, en particular la historia, y se promueve como una herramienta para la educación, la conciencia y el pensamiento nacional federalista.
En la enseñanza de lenguas extranjeras se entiende por “Landeskunde” a la difusión de la información cultural y material en el país o región donde se aprende la lengua. Es decir, se usa la información cultural de los libros de texto de lengua extranjera como vehículo para la enseñanza de idiomas. Es deber del educador en enseñar a los estudiantes la información que se encuentra en el fondo sobre el respectivo país de la lengua que se estudia.
- Datos: Q1595873
- Multimedia: Regional studies / Q1595873